# Szofja Vasziljevna Kovalevszkaja
Szofja Vasziljevna Kovalevszkaja, oroszul: Софья Васильевна Ковалевская (Moszkva, 1850. január 15. – Stockholm, 1891. február 10.), orosz matematikus. 

## Életútja
Kovalevszkaja Moszkvában született, a cári Oroszországban. Édesapja, Vaszilij Vasziljevics Krukovszkij (1800–1874), lengyel származású tüzértiszt, később tábornok volt. Krukovszkij távoli rokonságban állt Hunyadi Mátyással; 1858-ban az orosz hatóságok elismerték a nemességét és engedélyezték, hogy a nevét Korvin-Krukovszkij-ra változtassa. (A lengyel „kruk” szó jelentése „holló”.) Édesanyja a német Elisabeth Schubert (1820–1879) volt, a matematikus és csillagász Friedrich Theodor von Schubert (1758–1825) unokája, aki sokkal műveltebb volt a férjénél.
Úgy tűnik, hogy Szofja matematikai érdeklődését több tényező bontakoztatta ki. Az egyik az édesapjától származott, teljesen véletlenül: amikor az új házukban kifogytak a tapétából, az apa tanulmányaiból megmaradt, differenciál- és integrálszámítással kapcsolatos jegyzeteket használták tapétának. Szofja sok órát töltött el a furcsa ákom-bákomok nézegetésével. Valami hatása lehetett, mert később, amikor ezzel a területtel kezdett foglalkozni, olyan könnyedén elsajátította, mintha mindig is ismerte volna. 
Szofja imádta nagybátyját, az autodidakta Pjotr Vasziljevics Krukovszkijt, akinek különös hajlandósága volt a matematikához. 
Amikor egy optikáról szóló könyvet olvasott, amelyet a család egyik fizikus barátjától kapott kölcsön, olyan trigonometriai fogalmakra bukkant benne, amelyeket azelőtt nem ismert. Szofja megpróbálta ezeket magától megmagyarázni és a történelmileg létező (helyes) eredményre jutott. A fizikust ez annyira lenyűgözte, hogy könyörgött Szofja apjának, hogy engedje meg, hogy külön matematika órákat tartson a lányának, akit az új Pascalnak nevezett.
Kovalevszkaja beleszeretett Fjodor Mihajlovics Dosztojevszkijbe, és gyakorolni kezdte az író kedvenc zongoraművét, Beethoven Patetikus szonátáját, hogy felhívja magára a figyelmet. Az író azonban az idősebb nővért, Annát részesítette figyelmében.
Az akkor időkben Oroszországban a nők nem járhattak egyetemre, még vendégként sem látogathatták az előadásokat. Ezért a tanulni vágyó nőknek valamelyik nyugati országba kellett utazniuk, de ez sem volt egyszerű, mert a nőknek nem volt külön útlevelük. A külföldi út ezért csak apjuk vagy férjük társaságában volt lehetséges, akinek az útlevelében szerepeltek. Egy fiatal orosz nő számára, akinek az apja nem engedélyezte a tanulást, az egyedüli lehetőség a névházasság volt egy olyan haladó szellemű fiatalemberrel, aki ezt csak azért vállalta, hogy a nőt hozzásegítse a külföldi tanuláshoz. 
Így Szofja 1868-ban férjhez ment Vlagyimir Kovalevszkijhez, akivel 1869-ben Bécsbe utaztak. Itt Vlagyimir geológiát tanult. Noha a házasság névházasságnak indult, a házaspár élete során többször is voltak olyan szakaszok, amikor együtt éltek és közös jövőt képzeltek maguknak. Az ilyen időszakok rendszerint rövid ideig tartottak és többször felmerült a válás gondolata is. 1878-ban gyermekük született.
Szofja Bécsben engedélyt kapott egy fizikaprofesszortól, hogy bejárjon az óráira, de Bécs nagyon drága volt, ezért Heidelbergbe utazott. A nők Heidelbergben sem iratkozhattak be az egyetemre, de az egyes professzorokkal folytatott külön megbeszélések alapján 1869-ben végre itt elkezdhette a tanulást, ha csak vendéghallgatóként is. Tanárai, Gustav Kirchhoff, Hermann Helmholtz, Leo Königsberger és Paul du Bois-Reymond, mind kiváló véleménnyel voltak róla. 1870-ben Königsberger tanácsára Berlinbe utazott, ahol az akkori korszak legnevesebb matematikusának, Karl Weierstrassnak lett a magántanítványa. Weierstrass és Kovalevszkaja szoros szakmai és baráti kapcsolatba kerültek. Noha Weierstrass tanítványai között olyan nevek is szerepeltek, mint Georg Frobenius, Carl Runge, Hermann Schwarz vagy Leo Köngisberger, a legkiválóbbnak Kovalevszkaját tartotta. 
Berlinbe költözése után Kovalevszkaja három év alatt három disszertációt írt, amelyek bármelyike alkalmas lett volna doktori disszertációnak. Az első Pierre-Simon de Laplace dolgozatához írott kommentár volt, amelyben helyesbítette Laplace-nak a Szaturnusz gyűrűinek alakjával kapcsolatos számításait. A második dolgozatban Weierstrass függvényelméletének alkalmazásával sikerült redukálnia az Abel-integrálok egy osztályát elliptikus integrállá. A harmadik dolgozat A parciális differenciálegyenletek elmélete címet viselte. 1874-ben summa cum laude minősítéssel szerezte meg Göttingenben a doktorátust. Ugyanabban az évben visszatért Oroszországba, de nem sikerült állást szereznie a Szentpétervári Egyetemen. Ezután hat évig irodalommal foglalkozott a matematika helyett. 
1880-ban Moszkvába költözött, de az akkori törvények nem tették lehetővé, hogy a moszkvai egyetemen tudományos fokozatot szerezzen. Egy évvel később Berlinbe és Párizsba utazott, hogy ott próbáljon meg professzori állást találni. Tagja lett a párizsi Matematikai Társaságnak, és olyan matematikusokkal került kapcsolatba, mint Charles Hermite, Émile Picard, Henri Poincaré és Joseph Bertrand. Közben Weierstrass egy korábbi tanítványa, Gösta Mittag-Leffler próbált neki állást szerezni a helsinki, illetve a stockholmi egyetemen, de mindenhol ellenállásba ütközött, egyrészt Kovalevszkaja nihilista nézetei, másrészt férjétől való különélése miatt. 1883-ban azonban, nagyon rövid idővel férje öngyilkossága után, Kovalevszkaját magántanárrá nevezték ki a stockholmi egyetemre.
Kidolgozta a forgó testek elméletét, alkalmazva az akkor újnak számító Abel-függvényeket. Ezért a tanulmányért 1888-ban megkapta a Párizsi Tudományos Akadémia Bordin-díját. A következő évben a Svéd Tudományos Akadémia díját kapta meg az ugyanezen a területen írt második dolgozatáért.
1889-ben ő lett az első női (levelező) tagja a Szentpétervári Tudományos Akadémiának; többek között Pafnutyij Csebisev javaslatára. 
Kovalevszkaja tüdőgyulladásban halt meg Stockholmban, és ott van eltemetve a Norra begravningsplatsen temetőben.